# Born This Way (Film)
Born This Way ist ein Dokumentarfilm von Shaun Kadlec und Deb Tullmann aus dem Jahr 2013. Er handelt vom Leben von lesbischen, schwulen, bisexuellen und trans Menschen in Kamerun. Der Film wurde im Panorama der 63. Internationalen Filmfestspiele Berlin gezeigt.
Der Titel bezieht sich auf das Lied Born This Way der Künstlerin Lady Gaga, für die einer der Protagonisten sich begeistert.

## Inhalt
Der Film folgt hauptsächlich zwei Personen, Cedric und Gertrude, die in Douala, der größten Stadt Kameruns, leben. Sie erzählen von ihrem Leben zwischen der geheimen LGBT-Szene und ihren Jobs und Familien, vor denen ein Outing unmöglich wäre, da Homosexualität in Kamerun unter Strafe steht und gesellschaftlich geächtet ist. Nur in den Räumen der Organisation „Alternatives Cameroun“, des ersten LGBT-Zentrums in Kamerun, für das Gertrude arbeitet und das Beratung und kulturelle Veranstaltungen anbietet, können sie sich frei bewegen.
Der Film dokumentiert außerdem die Arbeit der Rechtsanwältin Alice Nkom, die als einzige Anwältin Kameruns Rechtsbeistand für Menschen anbietet, die wegen Homosexualität vor Gericht stehen.

## Hintergrund
In Kamerun ist es verboten, ohne Genehmigung der Regierung einen Dokumentarfilm zu drehen. In dem Wissen, dass ein Film über die LGBT-Szene nicht genehmigt würde, beantragten Kadlec und Tullmann einen Film über HIV-Prävention. Dieser wurde genehmigt, allerdings unter der Auflage, dass zu allen Zeiten ein Regierungsvertreter anwesend sein müsse. Da dies die in den Film involvierten Personen hätte gefährden können, beschlossen die Filmmacher, den Film illegal zu drehen. So filmten sie fast alle Sequenzen außerhalb von Privatwohnungen oder Räumen von „Alternatives Cameroun“ mit versteckten Kameras.
Gemeinsam mit den porträtierten Personen beschloss das Filmteam, den Film weder in Kamerun noch in Frankreich zu zeigen, wo viele von ihnen Familienangehörige haben, um sie nicht der Gefahr auszusetzen, von ihren Familien verstoßen oder Opfer von Angriffen zu werden.